# São Vicente (Lisboa)
São Vicente é uma freguesia portuguesa do município de Lisboa, com 1,99 km² de área e 13956 habitantes (censo de 2021). A sua densidade populacional é 7 013,1 hab./km².

## História
Foi criada no âmbito da reorganização administrativa de Lisboa de 2012, que entrou em vigor após as eleições autárquicas de 2013, resultando da agregação das antigas freguesias de Graça, São Vicente de Fora e Santa Engrácia, conforme a tabela e o mapa apresentado.

Freguesias existentes antes da criação em 2012 da freguesia de São Vicente.

## Demografia
A população registada nos censos foi:
| Distribuição da População por Grupos Etários | Distribuição da População por Grupos Etários | Distribuição da População por Grupos Etários | Distribuição da População por Grupos Etários | Distribuição da População por Grupos Etários |
| -------------------------------------------- | -------------------------------------------- | -------------------------------------------- | -------------------------------------------- | -------------------------------------------- |
| Ano                                          | 0-14 Anos                                    | 15-24 Anos                                   | 25-64 Anos                                   | > 65 Anos                                    |
| 2001                                         | 1525                                         | 1861                                         | 8820                                         | 4881                                         |
| 2011                                         | 1560                                         | 1158                                         | 7774                                         | 4083                                         |
| 2021                                         | 1433                                         | 1162                                         | 8051                                         | 3310                                         |

À data da junção das freguesias, a população registada no censo anterior (2011) foi:
| Freguesia atual | Freguesia atual  | Freguesia atual | Freguesias antigas  | Freguesias antigas | Freguesias antigas |
| Freguesia       | População (2011) | Área (km²)      | Freguesia           | População (2011)   | Área (km²)         |
| --------------- | ---------------- | --------------- | ------------------- | ------------------ | ------------------ |
| São Vicente     | 15 339           | 1,99            | Graça               | 5787               | 0,35               |
| São Vicente     | 15 339           | 1,99            | Santa Engrácia      | 5249               | 0,55               |
| São Vicente     | 15 339           | 1,99            | São Vicente de Fora | 3539               | 0,32               |

## Sede e Polos da Junta de Freguesia
- Sede (Graça) - Rua Josefa de Óbidos, 5
- Polo Clínico (Santa Engrácia) - Calçada dos Barbadinhos, 36
- Polo Cultural (São Vicente de Fora) - Campo de Santa Clara, 60

## Arruamentos
A freguesia de São Vicente contém 136 arruamentos. São eles:
- Arco Grande de Cima
- Avenida General Roçadas[nota 5]
- Avenida Infante Dom Henrique[nota 6]
- Avenida Mouzinho de Albuquerque[nota 5]
- Beco da Bica do Sapato
- Beco da Era
- Beco da Laje[nota 7]
- Beco da Mó
- Beco da Verónica
- Beco das Beatas
- Beco do Forno do Sol
- Beco do Hospital de Marinha
- Beco do Mirante
- Beco do Salvador
- Beco dos Agulheiros
- Beco dos Beguinhos
- Beco dos Lóios
- Beco dos Peixinhos
- Beco dos Vidros
- Calçada Agostinho de Carvalho[nota 7]
- Calçada da Cruz da Pedra[nota 5]
- Calçada da Graça
- Calçada de Santa Apolónia
- Calçada de Santo André[nota 7]
- Calçada de São Vicente[nota 7]
- Calçada do Cardeal
- Calçada do Cascão
- Calçada do Forte[nota 7]
- Calçada do Menino Deus[nota 7]
- Calçada do Monte
- Calçada dos Barbadinhos
- Calçada dos Cesteiros
- Calçadinha do Tijolo[nota 7]
- Campo de Santa Clara
- Caracol da Graça[nota 7]
- Costa do Castelo[nota 7]
- Cruz de Santa Helena
- Escadas do Monte[nota 8]
- Escadinhas Damasceno Monteiro[nota 8]
- Escadinhas das Comendadeiras de Santos
- Escadinhas das Escolas Gerais[nota 7]
- Escadinhas de São Tomé
- Escadinhas do Arco de Dona Rosa[nota 7]
- Escadinhas do Bairro América
- Escolas Gerais[nota 7]
- Largo da Graça
- Largo das Olarias[nota 7]
- Largo de Santa Marinha
- Largo de São Vicente
- Largo do Monte
- Largo do Outeirinho da Amendoeira
- Largo do Sequeira[nota 7]
- Largo dos Caminhos de Ferro[nota 7]
- Largo Dr. Bernardino António Gomes (Pai)
- Largo Rodrigues de Freitas[nota 7]
- Miradouro Sophia de Mello Breyner Andresen
- Outeirinho do Mirante
- Rua Afonso Domingues
- Rua Álvares Fagundes
- Rua Bartolomeu da Costa
- Rua Capitão Humberto de Ataíde
- Rua Capitão José Soares Encarnação
- Rua da Bela Vista à Graça
- Rua da Bica do Sapato
- Rua da Cruz de Santa Apolónia
- Rua da Graça[nota 5]
- Rua da Oliveirinha
- Rua da Penha de França[nota 9]
- Rua da Senhora da Glória
- Rua da Senhora do Monte
- Rua da Verónica
- Rua da Voz do Operário
- Rua Damasceno Monteiro[nota 8]
- Rua das Beatas
- Rua das Escolas Gerais[nota 7]
- Rua das Olarias[nota 10]
- Rua de Diogo do Couto
- Rua de Entre Muros do Mirante
- Rua de Santa Apolónia[nota 5]
- Rua de Santa Engrácia
- Rua de Santa Marinha
- Rua de São Gens
- Rua de São Tomé[nota 7]
- Rua de São Vicente
- Rua do Alviela
- Rua do Barão de Monte Pedral[nota 5]
- Rua do Cardal da Graça
- Rua do Mato Grosso
- Rua do Mirante
- Rua do Museu de Artilharia[nota 7]
- Rua do Paraíso
- Rua do Salvador[nota 7]
- Rua do Sol à Graça
- Rua do Vale de Santo António
- Rua dos Caminhos de Ferro[nota 7]
- Rua dos Cegos[nota 7]
- Rua dos Cortes Reais
- Rua dos Lagares[nota 7]
- Rua dos Operários
- Rua dos Remédios[nota 7]
- Rua dos Sapadores[nota 5]
- Rua Fernão de Magalhães
- Rua Franklin
- Rua General Justiniano Padrel
- Rua Josefa de Óbidos
- Rua Leite de Vasconcelos
- Rua Machado de Castro
- Rua Natália Correia
- Rua Pedro Alexandrino
- Rua Rui Barbosa
- Rua Teixeira Lopes[nota 7]
- Rua Tenente Viriato Correia de Lacerda
- Rua Washington
- Telheiro de São Vicente
- Travessa da Nazaré
- Travessa da Pereira
- Travessa da Senhora da Glória
- Travessa das Flores
- Travessa das Freiras
- Travessa das Mónicas
- Travessa das Terras do Monte
- Travessa de Santa Marinha
- Travessa de Santo António à Graça
- Travessa de São Tomé[nota 7]
- Travessa de São Vicente
- Travessa do Açougue[nota 7]
- Travessa do Conde de Avintes
- Travessa do Meio
- Travessa do Monte
- Travessa do Olival à Graça
- Travessa do Paraíso
- Travessa do Recolhimento de Lázaro Leitão
- Travessa do Rosário de Santa Clara
- Travessa do Zagalo
- Travessa dos Remédios[nota 7]
- Travessa Raposo

Existem ainda outros 22 arruamentos reconhecido pela Câmara, mas não geridos directamente por esta:
- Pátio da Ilha das Cobras (Calçada dos Barbadinhos, 110A)
- Pátio das Beatas (Beco das Beatas, 14)
- Pátio do Barbosa (Calçada da Graça, 18)
- Pátio do Daniel (Calçada dos Barbadinhos, 160)
- Pátio do Sousa (Rua da Senhora da Glória, 107)
- Pátio dos Peixinhos (Rua dos Sapadores, 143)
- Praceta A (Rua Natália Correia)
- Quinta do Chaves (Travessa de Santo António à Graça, 33A)
- Rua Josefa Maria (Estrela d'Ouro)
- Rua Particular (Rua da Senhora do Monte)
- Rua Rosalina (Estrela d'Ouro)
- Rua Serra Vidal
- Rua Virgínia (Estrela d'Ouro)
- Vila Berta (Rua do Sol à Graça, 55 a 59)
- Vila Iolanda (Calçada do Monte, 90)
- Vila Irene (Escadas do Monte, 6)
- Vila Macieira (Calçada dos Barbadinhos, 140-A a 140-D)
- Vila Maria (Rua de São Gens, 23)
- Vila Martins (Escadinhas Damasceno Monteiro, 14)
- Vila Prazeres (Rua da Bela Vista à Graça, 118)
- Vila Rodrigues (Rua da Senhora da Glória, 142)
- Vila Sousa (Largo da Graça, 82)